# Top Spin
Top Spin é um jogo de vídeogame de tênis lançado em 2003 e desenvolvido pela PAM Development, sendo originalmente públicado pela Microsoft Game Studios para o Xbox. A Atari depois públicou o jogo para PC e a 2K Sports para o PlayStation 2.